# Интервенция
Интерве́нция (лат. interventio — вмешательство) — военное, политическое, информационное или экономическое вмешательство одного или нескольких государств во внутренние дела другого государства, нарушающее его суверенитет.
Интервенция может быть военной (одна из форм агрессии), дипломатической, информационной, экономической и многих других видов. Все виды интервенции несовместимы с Уставом ООН и запрещены международным правом.

## Исторические примеры

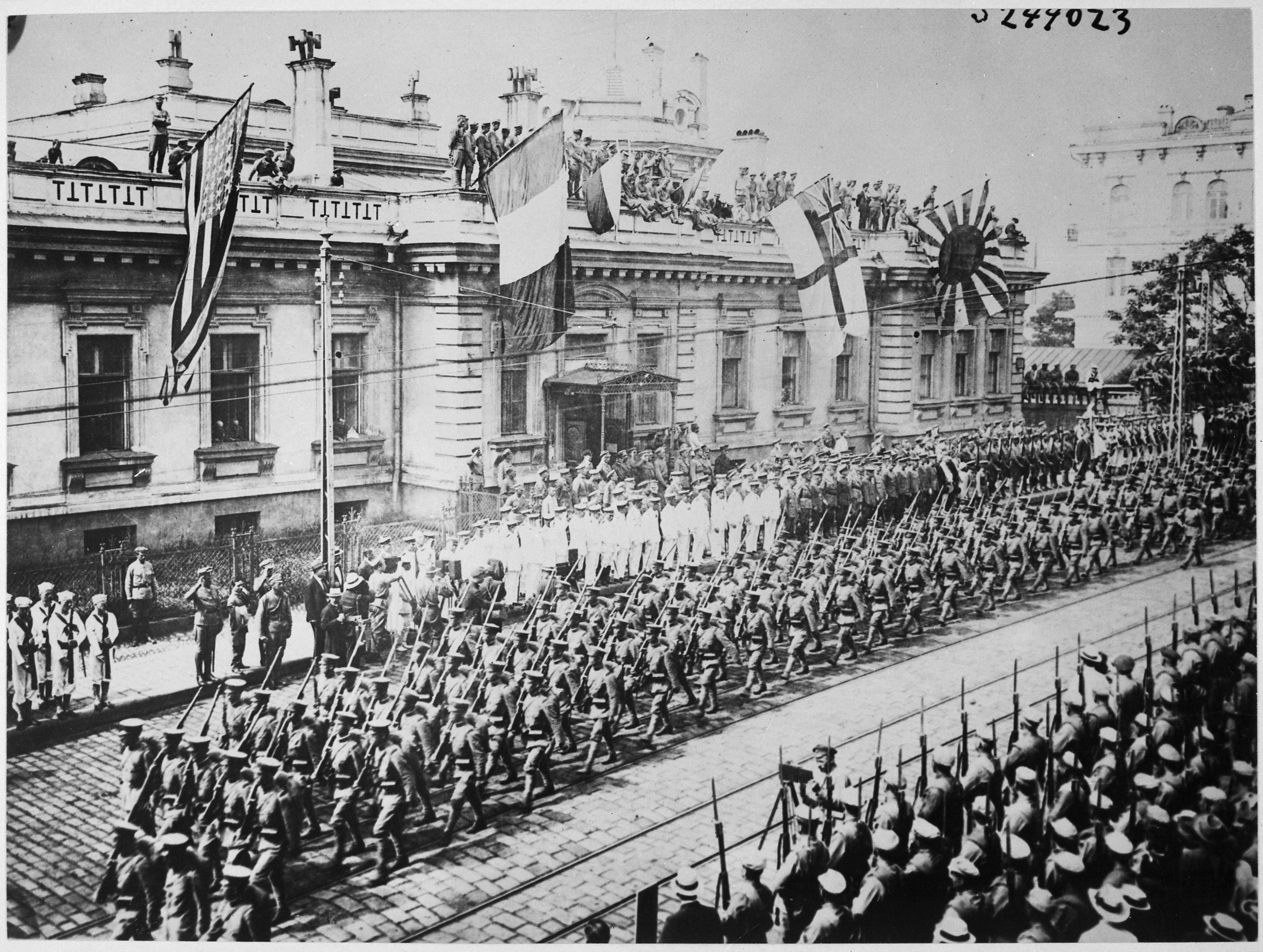
Парад интервентов во Владивостоке.

В истории существует немало примеров интервенции. В 1930-е годы "классовая" парадигма в советской историографии уступает место "патриотической", и события Смутного времени начинают трактоваться как период "скрытой" и "открытой" польской интервенции. В 2000-е годы эти взгляды подвергаются пересмотру.
Интервенция в Греции в 1827 году, которая в 1830 году привела к независимости страны и созданию государства. Другим примером является вторжение восьми великих держав (Японии, России, Великобритании, Франции, США, Германии, Италии и Австро-Венгрии) в Китай под предлогом подавления Боксёрского восстания.
В 1918 году она произошла в России, когда союзные войска Антанты, выступая за белое движение вторглись на территорию бывшей Российской Империи.   
В XXI веке международные интервенции имели место, в частности, в 2003 году в Ираке со стороны США, Афганистане и в 2011 в Ливии со стороны государств НАТО. При этом в Ливии официально интервенция носила гуманитарный характер.